# Alpisteras de Sanlúcar de Barrameda
Las alpisteras de Sanlúcar de Barrameda son un dulce tradicional de la ciudad española homónima, en Andalucía. 

## Receta
Según el diccionario de la RAE una alpistera (o alpistela) es una torta pequeña realizada con harina, huevos y alegría cuyo nombre deriva de alpiste, lo que sugiere que el parecido de la alegría o ajonjolí con el alpiste es lo que da nombre al dulce. Sin embargo, las alpisteras de Sanlúcar no llevan ajonjolí entre sus ingredientes sino harina, yema de huevo y almíbar de limón. 

## Fama
La bondad de las alpisteras de Sanlúcar fue ampliamente alabada por el viajero romántico inglés Richard Ford en su Manual de viajeros por Andalucía (1844), quien en sus páginas dice que son lo mejor para acompañar la célebre manzanilla de Sanlúcar, facilitando al lector incluso la receta pormenorizada. La fórmula usada hoy en día y desde mediados del siglo XX al menos, es muy distinta a la recogida por Ford. Además, desde hace décadas, sólo se elaboran y se comercializan en torno a las fechas de la Semana Santa. Las alpisteras se siguen elaborando tanto en Sanlúcar de Barrameda como en Jerez de la Frontera, junto con otros dulces típicos de la época del año